# Watch the Throne
Watch the Throne – wspólny album amerykańskich raperów Jaya-Z i Kanye Westa. Został wydany 8 sierpnia, 2011 roku nakładem Roc-A-Fella, Roc Nation i Def Jam. Kompozycja została wyprodukowana m.in. przez Westa, 88 Keys, RZA, Swizz Beatza, Jeff Bhasker i Mike Deana.
Album zadebiutował na 1. miejscu notowania Billboard 200, ze sprzedażą 436 tys. egzemplarzy w pierwszym tygodniu. "The Throne" był promowany dwoma singlami: "H•A•M" i "Otis", które również osiągnęły sukces. Kompozycja miała być promowana także wspólną trasą koncertową obu raperów. Miała rozpocząć się od października i potrwać do grudnia 2011 roku.

## Lista utworów
| Nr | Tytuł                       | Producent(ci)                                             | Goście          | Sample | Czas |
| -- | --------------------------- | --------------------------------------------------------- | --------------- | --- | ---- |
| 1  | "No Church in the Wild"     | 88-Keys • Kanye West • Mike Dean                          | Frank Ocean     | - Spooky Tooth : "Sunshine Help Me" - Spooky Tooth : "Tobacco Road" - Phil Manzanera : "K Scope" - James Brown : "Don’t Tell A Lie About Me and I Won’t Tell The Truth About You" | 4:32 |
| 2  | "Lift Off"                  | Kanye West • Jeff Bhasker • Mike Dean • Q-Tip • Don Jazzy | Beyoncé         | | 4:26 |
| 3  | "Niggas in Paris"           | Hit-Boy • Kanye West • Mike Dean • Anthony Kilhoffer      |                 | - Révérend W.A. Donaldson : "Baptizing Scene" - Will Ferrell, Jon Heder – "Les Rois du patin"                                                                                     | 3:39 |
| 4  | "Otis"                      | Kanye West                                                | Otis Redding    | - Otis Redding : "Try A Little Tenderness" - James Brown : "Don't Tell a Lie About Me and I Won't Tell the Truth About You"                                                       | 2:58 |
| 5  | "Gotta Have It"             | The Neptunes • Kanye West                                 |                 | - James Brown : "My Thang", "Don't Tell a Lie About Me and I Won't Tell the Truth About You", "People Get Up and Drive Your Funky Soul"                                           | 2:20 |
| 6  | "New Day"                   | Kanye West • RZA • Mike Dean • Ken Lewis                  |                 | - Nina Simone : "Feeling Good" | 4:32 |
| 7  | "That’s My Bitch"           | Kanye West • Q-Tip • Jeff Bhasker                         |                 | - James Brown : "Get Up, Get Into It, Get Involved" - Incredible Bongo Band : "Apache"                                                                                            | 3:22 |
| 8  | "Welcome to the Jungle"     | Swizz Beatz                                               |                 | | 2:54 |
| 9  | "Who Gon Stop Me"           | Sham “Sak Pase” Joseph • Kanye West • Mike Dean           |                 | - Flux Pavilion : "I Can’t Stop" | 4:16 |
| 10 | "Murder to Excellence"      | Swizz Beatz • S1                                          |                 | - Indiggo : "La La La" - Quincy Jones : "Celie Shaves Mr./Scarification" | 5:00 |
| 11 | "Made in America"           | Sham “Sak Pase” Joseph • Mike Dean                        | Frank Ocean     | | 4:52 |
| 12 | "Why I Love You"            | Mike Dean • Kanye West • Anthony Kilhoffer                | Mr Hudson       | - Cassius : "I Love U So" | 3:21 |
| 13 | "Illest Motherfucker Alive" | Southside • Kanye West • Mike Dean                        |                 | | 5:25 |
| 14 | "H•A•M"                     | Lex Luger • Kanye West                                    |                 | | 4:35 |
| 15 | "Primetime"                 | No I.D.                                                   |                 | - Orange Krush : "Action" | 3:19 |
| 16 | "The Joy"                   | Pete Rock • Kanye West • Mike Dean • Jeff Bhasker         | Curtis Mayfield | - Curtis Mayfield : "The Making Of You" | 5:17 |

## Wydania
| Kraj              | Data              | Format           | Wytwórnia                                           |
| ----------------- | ----------------- | ---------------- | --------------------------------------------------- |
| Stany Zjednoczone | 8 sierpnia, 2011  | digital download | Roc-A-Fella Records, Roc Nation, Def Jam Recordings |
| Stany Zjednoczone | 12 sierpnia, 2011 | CD               | Roc-A-Fella Records, Roc Nation, Def Jam Recordings |